# Rádio Fóia
A Rádio Fóia foi uma estação de rádio local com sede na vila de Monchique, na região do Algarve, em Portugal. Emitia em FM a partir do alto da Fóia na frequência 97.1 MHz com 500 W. A Rádio Fóia C. R. L. (Cooperativa de Responsabilidade Limitada) possui licença para o exercício da actividade de radiodifusão para cobertura local desde 30 de Março de 1989.
Em 2009 Rádio Fóia viu a sua licença renovada por mais 10 anos, em 14 de Abril.
No dia 22 de julho de 2024, a Rádio Fóia terminou as transmissões, de forma temporária, para dar lugar à programação da Rádio Mega Hits do grupo Renascença.